# ジョン・ルーアー
ジョン・ルーアー（Jon Leuer、1989年5月14日 - ）は、アメリカ合衆国・ミネソタ州出身のプロバスケットボール選手。NBAのデトロイト・ピストンズなどに所属していた。ポジションはパワーフォワード。

## 来歴
ウィスコンシン大学でスター選手として注目され、2011年のNBAドラフトでは、そのウィスコンシン州に本拠地を置くミルウォーキー・バックスから40位で指名されてNBA入り。2011-12シーズンはNBAロックアウトが敢行された関係でドイツでプロデビュー。ロックアウト解除後にバックスに合流し、12試合で先発出場するも平均4.7得点に終わり、2012年のNBAドラフト開催日に、ヒューストン・ロケッツとの間で行われた当日のドラフト指名権、サミュエル・ダレンベアやショーン・リビングストンなどが絡んだ大型トレードでロケッツに放出され解雇。7月10日にクリーブランド・キャバリアーズと契約するも、翌年1月にマリース・スペイツらとのトレードでメンフィス・グリズリーズに移籍。7月にグリズリーズと3年300万ドルで再契約した。
2015年のNBAドラフト開催日、フェニックス・サンズが44位で指名したアンドリュー・ハリソンの交渉権との交換トレードでサンズに移籍した。
2016年7月2日、デトロイト・ピストンズと4年4200万ドルの契約を結んだ。